# Macrosteles cristatus
Macrosteles cristatus är en insektsart som först beskrevs av Ribaut 1927.  Macrosteles cristatus ingår i släktet Macrosteles, och familjen dvärgstritar. Arten är reproducerande i Sverige.